# Pleśnik
Pleśnik (niem. Plößenhof) – osada w Polsce położona w województwie warmińsko-mazurskim, w powiecie bartoszyckim, w gminie Bisztynek, sołectwo Pleśno.
W latach 1975–1998 miejscowość administracyjnie należała do województwa olsztyńskiego.

## Historia
Wieś powstała w XIX wieku jako majątek ziemski.
Po II wojnie światowej powstał tu PGR, który przed likwidacją wchodził w skład Kombinatu PGR Sątopy.